# Scatella sexnotata
Scatella sexnotata är en tvåvingeart som beskrevs av Cresson 1926. Scatella sexnotata ingår i släktet Scatella och familjen vattenflugor. Inga underarter finns listade i Catalogue of Life.